# Значок «Відмінник народної освіти УРСР»

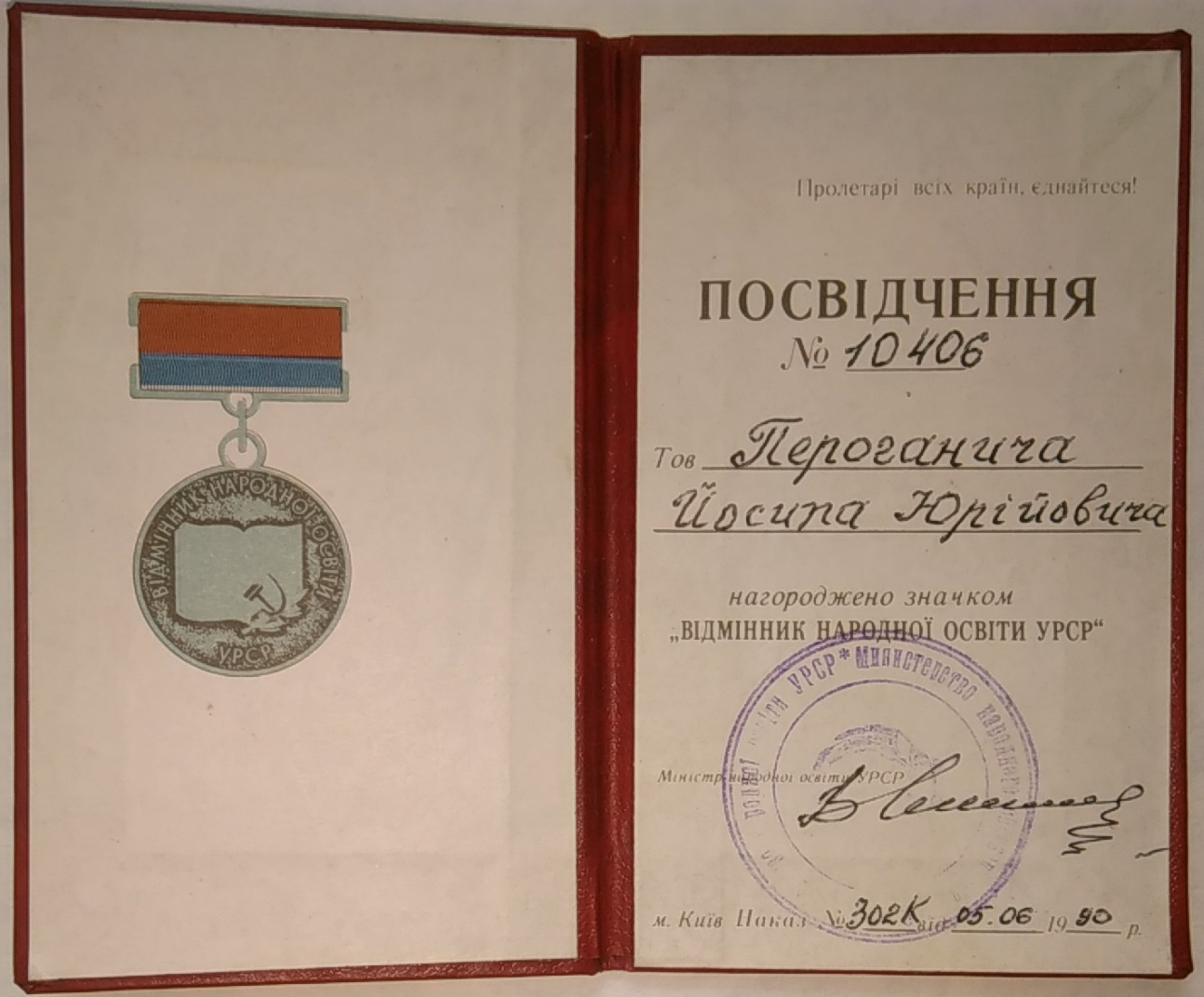
Посвідчення до значка «Відмінник народної освіти УРСР» зразка 1989 року.

Значок «Відмінник народної освіти УРСР» — відомча нагорода Української РСР, яка вручалася у 1945—1991 роках.

## Історія питання

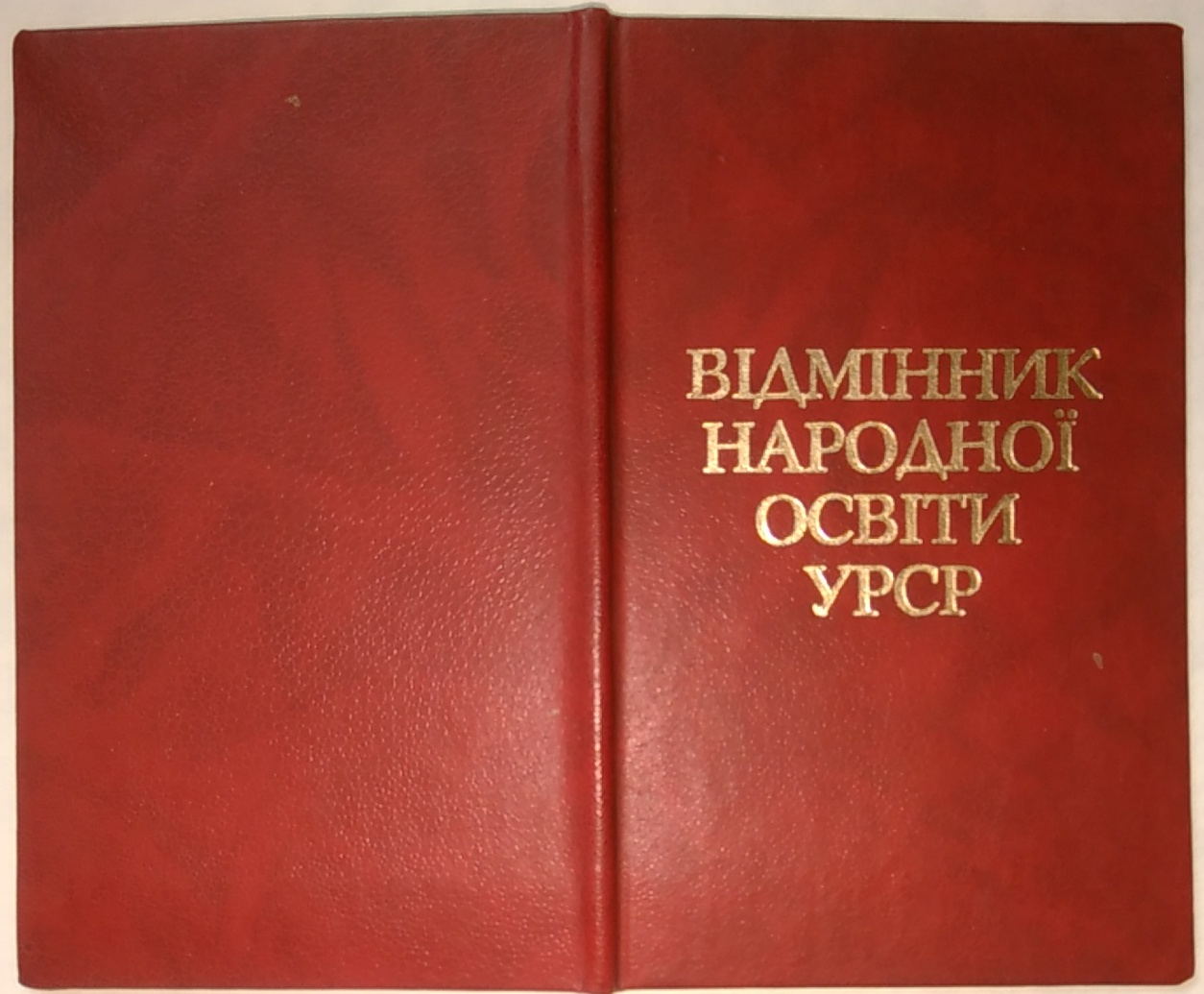
Обкладинка посвідчення до значка «Відмінник народної освіти УРСР»

Відзнака була встановлена постановою Ради Народних Комісарів УРСР № 333 від 20 лютого 1945 року «Про встановлення значка „Відмінник народної освіти УРСР“».
В новій редакції положення про значок було затверджене Постановою Ради Міністрів УРСР від 27 квітня 1956 р. N 472 «Про затвердження в новій редакції Положення про нагрудний значок „Відмінник народної освіти“» (ЗП УРСР, 1956 р., N 7 — 8, ст. 75).
З 1990 року значок видавався згідно з наказами Міністерства народної освіти Української РСР.
Свого роду «наступниками» значка є нагрудний знак «Відмінник освіти України» (вручався в 1997—2013) і Нагрудний знак МОН України «Відмінник освіти» (з 2013).

## Нагороджені
Див: Категорія:Відмінники народної освіти УРСР